# Убиство Јованке Краучек
Јованка Краучек Катанић је била српски фотомодел из Алексинца, и жртва фемицида 1936. године.

## Биографија
Јованка је била ћерка млинара Краучека и бабице Параскеве Стевановић. Радила је као фото модел,  и изабрана је за мис лепоте 1931. године. Удала се за официра Радета Катанића са којим је имала сина Томислава.
Раде Катанић је потицао из чувене породице Катанић из Бечња која је дала чак 37 официра, међу њима генерале и мајоре (чланови ове породице су Марко Катанић, Милија Катанић, Михаило Катанић, Јован М. Катанић). Био је официр у Нишу пре него што се оженио Јованком и прешао у Алексинац.

## Убиство
На Туциндан 5. јануара 1936., Раде је пуцао у своју супругу, прво у груди, а затим у леђа, након тога је убио себе пуцајући у груди. Докторка Дивац која је живела у близини покушала је да им помогне, али није успела, обоје су издахнули. Мотив убиства је била љубомора. Јованка је наводно вређала супруга, називала га кретеном, кокетирала са другим мушкарцима и наводно имала тајну аферу са једним судијом. По неким подацима имала је 22 године кад је убијена, а њен супруг 26, син је имао две и по године, и он је касније одрастао у Београду и добио сина Владана.